# Ultraje a Rigor
Ultraje a Rigor é uma banda brasileira de rock, criada no início da década de 1980 em São Paulo. Atualmente é composta por Roger Moreira (vocais e guitarra base), Marcos Kleine (vocais de apoio e guitarra solo), Bacalhau (vocais de apoio e bateria) e Andria Busic (vocais de apoio e baixo).
Idealizada pelo cantor e guitarrista Roger Moreira, obteve sucesso em 1983 no Brasil, devido às canções "Inútil" e "Mim Quer Tocar". Em 1985 a banda ficou nacionalmente conhecida pelo álbum Nós Vamos Invadir sua Praia que trouxe o primeiro disco de ouro e platina para o rock nacional. Sua formação inicial era Roger (vocais e guitarra base), Leonardo "Leôspa" Galasso (bateria), Sílvio (baixo) e Edgard Scandurra (guitarra solo), sendo que Moreira é o único a não ter deixado o projeto.
Entre 2011 e 2013, a banda tornou-se a house band do talk show brasileiro Agora É Tarde, da Rede Bandeirantes, apresentado por Danilo Gentili. Após a contratação de Danilo Gentili pelo SBT, a banda passou a integrar o elenco do The Noite com Danilo Gentili. Desde 2023 a banda conta com um projeto derivado chamado The Ultrajantes, fazendo apresentações com o cantor Ivan Saider já que Roger decidiu parar de viajar, mas que foi paralisado em 2024 devido a um atentado contra o baixista Mingau.

## História

### 1981–84: Primeiros anos eNós Vamos Invadir Sua Praia
O grupo Ultraje a Rigor começou como uma banda de covers, principalmente de Beatles, punk rock e new wave. A primeira formação, composta por Roger Moreira, Leôspa, Sílvio e Edgard Scandurra, começou fazendo pequenos shows em bares e danceterias.. A banda passou por uma sucessão de nomes como Pimenta do Reino, The Littles, The Shittles e Fim da Picada, até que em 1982, decidiram que o nome da banda seria Ultraje a Rigor, um trocadilho com a expressão "traje a rigor". Roger, inicialmente, havia pensado em batizar a banda apenas como "Ultraje", mas Edgard, quando perguntado a respeito do nome, ouviu errado e perguntou: "Hã? Como é? Que traje, o traje a rigor?". O trocadilho fez sucesso e o nome Ultraje a Rigor foi adotado.
Em pouco tempo, Silvio deixou a banda e foi substituído por Maurício Defendi. Em abril de 1983, a nova formação participa do primeiro show da banda apenas com composições próprias, que foi realizado no Teatro Lira Paulistana, sendo parte de um projeto chamado Boca no Trombone. Após alguns shows, a banda assina um contrato de gravação com o produtor Pena Schmidt, que fazia parte da WEA e que na época estava contratando vários grupos para gravadora, como Ira! (do qual Edgard fazia parte) e os Titãs. O Ultraje então grava seu primeiro single, "Inútil/Mim Quer Tocar", que, por problemas com a censura, não foi liberado até outubro daquele ano.
Edgard, já membro do Ira!, encontrou-se impossibilitado de continuar a dividir seu tempo entre duas bandas e optou pela segunda. Carlo Bartolini, conhecido como Carlinhos, foi chamado para seu lugar. Em 1984, com a nova formação, o Ultraje grava seu segundo single, "Eu Me Amo/Rebelde Sem Causa". A primeira canção teve relativo sucesso, incentivado pela coincidência de seu refrão com o de Egotrip, da Blitz. A segunda música, porém, foi determinante para o sucesso da banda desde que começou a ser executada, em janeiro de 1985.

### 1985–88:Nós Vamos Invadir Sua Praia,Liberdade Para MaryloueSexo!!
O primeiro LP da banda, Nós Vamos Invadir Sua Praia, lançado alguns meses mais tarde, fez grande sucesso. Foi o primeiro LP de rock no Brasil a ganhar Disco de Ouro e Disco de Platina. A maior parte das músicas teve grande sucesso no airplay, e a banda quebrou recordes de público em diferentes locais em todo o país, como o Canecão, no Rio de Janeiro. No final daquele ano, a banda se apresentou juntamente com Roberto Carlos no seu programa especial de final de ano da Rede Globo.
No início de 1986, o Ultraje lança um extended play chamado Liberdade Para Marylou, com uma versão remixada de Nós Vamos Invadir Sua Praia, a canção inédita Hino dos Cafajestes e uma versão de Marylou em ritmo de carnaval. Embora tenha sido bastante tocada nos bailes de carnaval da época, ela não teve sucesso comercial, pois de acordo com Roger: "descobrimos que foi um erro estratégico deles (Warner Music), porque os jovens, que é a galera que ouvia nosso som, não compravam compactos". Em 1987, durante as gravações do novo LP, Sexo!!, Carlinhos (com a possibilidade de uma mudança para Los Angeles para formar sua própria banda) deixou a banda e Sérgio Serra o substituiu..O segundo álbum foi tão bem sucedido quanto o primeiro, com ele também alcançando Disco de Platina e tendo a canção Eu Gosto de Mulher atingindo um máximo de #96 no Hot100Brasil.

### 1989–92:Crescendo,Por Quê Ultraje a Rigor?
Em 1989, mais maduros e um pouco cansados pelas constantes turnês, os integrantes gravam o terceiro disco, Crescendo. O álbum vendeu bem, mas os meios de comunicação social começam a perder o interesse no Ultraje após quatro anos de sucesso. Mesmo assim, o grupo ainda provocou polêmica, ao fazer uma provocação ao anúncio do fim da censura oficial, com a canção Filha da Puta. A canção foi censurada extra-oficialmente, em muitas estações de rádio e programas de TV, o que dificultou a promoção do álbum. Outras canções picantes com temas como "O Chiclete" e "Volta Comigo", uma música que trata de adultério, tiveram suas execuções comprometidas. No mesmo ano o grupo fez participação especial no álbum de 1989 do grupo Trem da Alegria, na música Jandira, que foi a terceira música de trabalho do disco. Em 1990, o Ultraje voltou às suas raízes lançando o Por Quê Ultraje a Rigor?, um álbum de covers que faziam parte do seu repertório do início da carreira, além de Mauro Bundinha, uma canção inédita da mesma fase. Mauricio, após ter se casado com uma americana, mudou-se para Miami. Sua vaga foi provisoriamente preenchida por Andria Busic, baixista do Dr. Sin, que entregou seu lugar um mês depois para Osvaldo Fagnani. Após quase mais um ano de turnê, Roger percebe que o Ultraje a Rigor já não era a mesma banda. Leôspa, depois de ter casado, já não podia manter o seu entusiasmo para viajar e ensaiar; Sergio aspirava sair para formar a sua própria banda, e Osvaldo preferia trabalhar em seu estúdio profissional. Depois de uma conversa com Leôspa, Roger decidiu procurar novos membros para tentar continuar o Ultraje.
Pesquisando em bares e através de mostras de bandas principiantes, encontrou Flávio Suete, baterista que tocava covers de Frank Zappa. Flávio recomendou Serginho Petroni, baixista que também tocava covers. Juntos, começaram as audições para novos guitarristas. Depois de meses de teste, descobriram Heraldo Paarmann através de um anúncio da Rádio Brasil 2000 FM. Eles continuaram ensaiando e tocaram alguns shows para reforçar os respectivos sons. Em 1992, contra a vontade da banda, a WEA lançou uma coletânea chamada O Mundo Encantado de Ultraje a Rigor (a palavra "Encantado" era uma ironia de Roger com relação ao encanto dos primeiros anos e as dificuldades com a gravadora, em relação a novos projetos). Embora essencialmente uma coletânea do material lançado anteriormente, o álbum continha duas novas faixas da nova formação (Vamos Virar Japonês, com a dupla caipira Tonico e Tinoco; e uma versão de Rock das 'Aranha', de Raul Seixas) juntamente com reedições hits lançados anteriormente. Em 1992, ainda em rebelião contra a indiferença da sua empresa discográfica, o grupo grava independentemente Ah, Se Eu Fosse Homem, uma digressão sobre as dificuldades enfrentadas pelos homens no que diz respeito ao novo pós-feminismo. A fita desta música, distribuída para estações de rádio pela própria banda, produziu os resultados esperados.

### 1993–98:Ó!,O Melhor do Ultraje a Rigor/2 É Demais!,Pop BrasileUltraje a Rigor Vol. 2/2 É Demais!
Em 1993, em meio a uma situação já tensa com a gravadora, lançam Ó!, seu sexto LP - o quarto composto apenas por novos materiais. O disco foi gravado às pressas (dois meses de estúdio) e com orçamento pequeno, condição que foi imposta pela WEA, que mesmo assim, seu departamento de divulgação praticamente ignorou o álbum, fazendo com que o contrato fosse rompido em 1994. "Acontece Toda Vez Que Eu Fico Apaixonado"; escolhida para ser a música de trabalho do álbum, teve um videoclipe de sucesso na MTV, mas a canção era apenas um modesto sucesso na mídia e nas lojas, não ajudando muito na tentativa de alavancar as baixas vendagens do disco que não passou de 30 mil cópias vendidas.
Em 1995, uma nova coleção de hits, desta vez sem o conhecimento da banda, foi lançado, parte de uma série chamada "Geração Pop". Em 1996, a empresa lança ainda outra coleção-surpresa, um registro denominado O Melhor do Ultraje a Rigor/2 É Demais! - fusão dos dois primeiros álbuns sem as faixas bônus. Ainda sem notificar a banda, a Warner libera mais dois relançamentos: em 1997, Pop Brasil, (na verdade, uma reemissão de Geração Pop com menos músicas), e, em 1998, Ultraje a Rigor Vol. 2/2 É Demais!, outra coletânea-fusão de dois álbuns, sem as faixa-bônus, da banda - o terceiro e quarto discos.

### 1999–2007:18 Anos sem Tirar!,Os InvisíveiseAcústico MTV
No início de 1999, depois que Serginho deixou a banda e foi substituído por Rinaldo Amaral (conhecido como Mingau), o Ultraje lança 18 Anos sem Tirar!, um disco ao vivo gravado em 1996, de maneira independente, que ganhou quatro faixas inéditas em estúdio. Agora tendo trocado a WEA pela Deckdisc/Abril Music e tendo como carro-chefe a faixa "Nada a Declarar", alcançam o Disco de Ouro. Em Janeiro de 2001, o Ultraje a Rigor participou da terceira edição do Rock in Rio, numa apresentação conjunta ao lado do Ira! e com direito a "Should I Stay Or Should I Go", cover do The Clash.
Em 2002, outra alteração na formação: Flávio e Heraldo distanciam-se das intenções musicais do resto da banda e resolvem deixá-la. Foram substituídos por Marco Aurélio Mendes, o Bacalhau, ex-baterista do Rumbora, e Sérgio Serra, ex-guitarrista do Ultraje, que voltou de Los Angeles para reintegrar o grupo e participar da gravação de Os Invisíveis.
Em 2005, a banda gravou e lançou, em CD e DVD, o seu Acústico MTV. O álbum inclui grandes sucessos como "Inútil", "Mim Quer Tocar", "Independente Futebol Clube" e "Eu Gosto de Mulher" e faixas inéditas, como "Cada Um Por Si". Destaques também para Eu Não Sei, versão de Can't Explain, do The Who, feita por Roger a pedido do Ira!; Ciúme, gravada numa versão originalmente prevista para o disco Nós Vamos Invadir Sua Praia, com uma parte calma; e Nós Vamos Invadir Sua Praia, com cordas e metais.

### 2008–09:Música Esquisita a Troco de Nada!
No final de 2008, Roger confirmou a saída da gravadora Deckdisc para trabalhar em um álbum independente disponível para download. O projeto recebeu o nome de Música Esquisita a Troco de Nada!, não sendo necessário pagar para ter as músicas em seu computador. No início de 2009, após a gravação de algumas demos, Sérgio Serra abandona novamente a banda. Lançado em 5 de abril de 2009, o projeto acabou se tornando um EP e foi gravado com as participações especiais de Edgard Scandurra nas guitarras, da cantora Klébi Nori na música Amor e foi disponibilizado no site ReverbNation e no My Space da banda. A ideia do Ultraje a Rigor não é só lançar as músicas de forma gratuita, mas também incentivar sua recriação. A banda diz que todo mundo pode usar as faixas da maneira que quiser, possibilitando remixes e recriações diversas. No dia 6 de dezembro de 2009, o Ultraje realizou o show de encerramento do último dia do Festival Cena Musical Independente, no Memorial da América Latina, na capital paulista.
Após alguns meses como um power-trio, acompanhados pela banda de apoio, através de uma conta no Facebook, Roger anuncia a entrada do guitarrista Marcos Kleine. Com esta formação, a banda continua realizando shows pelas proximidades da região sudeste do Brasil, devido ao medo de avião de Roger, o que leva a banda conseguir agenda em shows que são possíveis a locomoção por ônibus.

### 2010–11: Biografia eAgora é Tarde
Em 2010, foi anunciado o lançamento da biografia Nós Vamos Invadir Sua Praia, que mostra a história da banda. O livro, escrito pela jovem jornalista Andréa Ascenção, autora do agente literário Andrey do Amaral, vem recheado com histórias, fotos, letras de músicas, depoimentos e curiosidades. A biografia foi publicada em abril de 2011 pela Editora Belas Letras. Na época, Roger pretendia gravar um CD e DVD ao vivo, comemorando 30 anos de carreira.
Em junho de 2011, a banda passou a fazer parte do elenco do talk show Agora É Tarde, como banda fixa. Com isso, a banda voltou a ter um maior destaque na grande mídia, se apresentando em grandes festivais, como o SWU, onde tiveram problemas com a produção do cantor britânico Peter Gabriel, e no Reveillon na Paulista.

### 2012–14:O Embate do Séculoe ida para o SBT
Em 2012, a banda lançou pela Deckdisc um álbum em parceria com os Raimundos, intitulado O Embate do Século: Ultraje a Rigor vs. Raimundos. A ideia do projeto é de que uma banda regrave da outra, e vice-versa.
No final de 2013, a banda anunciou a saída da Rede Bandeirantes e do Agora É Tarde, se juntando, assim, a Danilo Gentili, Léo Lins, Murilo Couto e Juliana Oliveira no novo late-night talk show brasileiro, The Noite no SBT.

### 2015–19:Por que Ultraje a Rigor?, Vol. 2e documentário
Em 2015, a banda grava o álbum instrumental Por que Ultraje a Rigor?, Vol. 2, sendo uma continuação do álbum de versões, lançado pelo grupo em 1990. O registro, gravado ao vivo no estúdio, conta com 20 regravações e foi lançado pela EF Studios, selo do estúdio e distribuído pela Sony Music. O projeto foi lançado em agosto. No mesmo ano se apresentaram no Palco Sunset da sexta edição do Rock in Rio, ao lado de Erasmo Carlos. Em 2016, abriram o show dos Rolling Stones no Estádio do Maracanã pela turnê América Latina Olé Tour 2016.

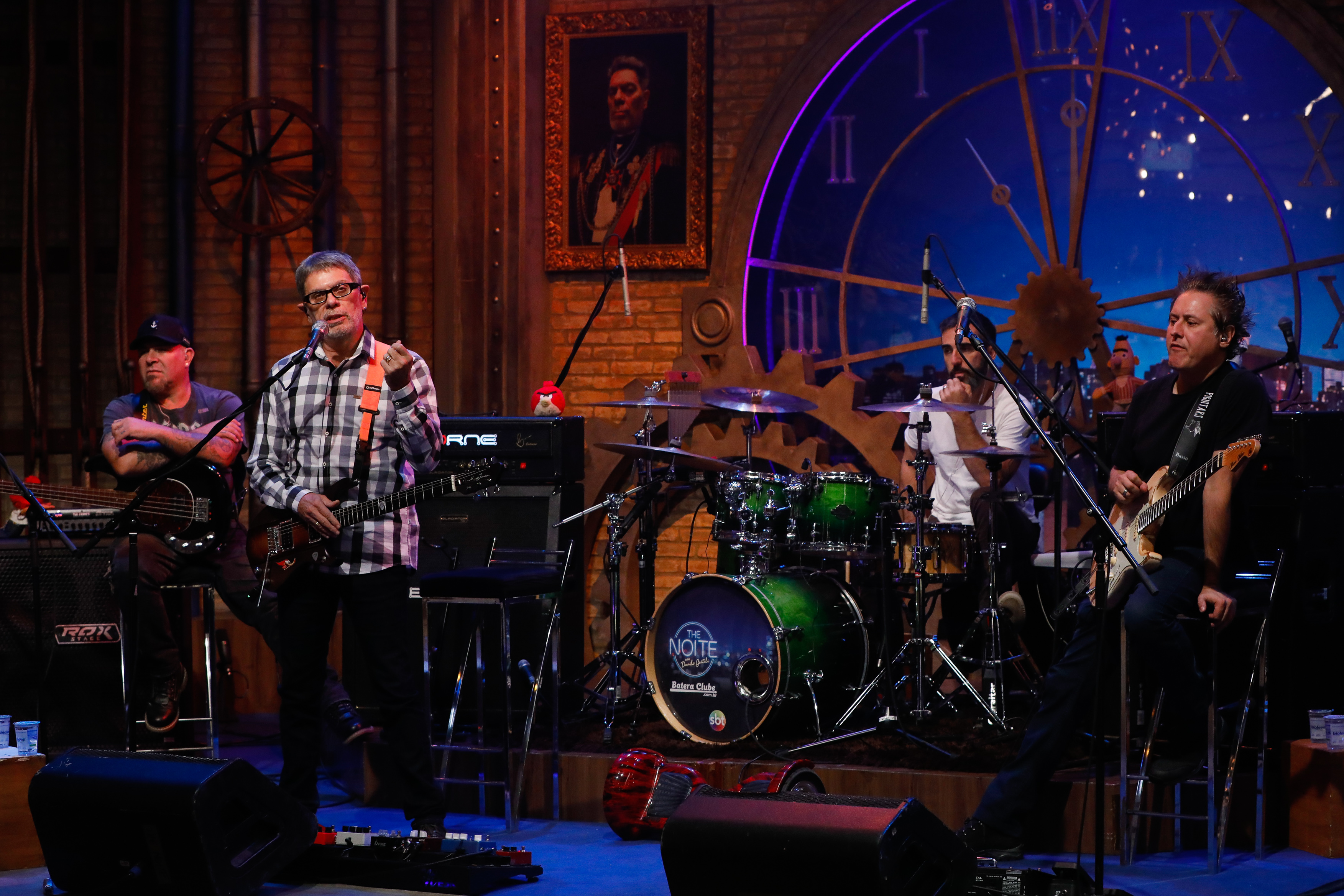
A banda em 2019 no The Noite com Danilo Gentili.
(Mingau, Roger Moreira, Bacalhau e Marcos Kleine, respectivamente.)

No dia 31 de janeiro de 2019, estreou o documentário Ultraje. Dirigido por Marc Dourdin, o documentário foi lançado em comemoração aos 35 anos de banda, contando com participação de todos os integrantes que por ela passaram nesse tempo. Segundo informações da Vice Brasil, o documentário foi um fracasso de bilheteria, tendo estreado em 20 salas de cinema e levado 101 pessoas para as sessões, sendo a menor bilheteria entre os filmes nacionais.

### 2023–presente: The Ultrajantes e atentado contra Mingau
Com o propósito de contornar a fobia de Roger por aviões, que por anos impossibilitou as apresentações do Ultraje fora da região de São Paulo, os demais integrantes formaram em 2023 a banda derivada The Ultrajantes. Com isso, Marcos Kleine, Mingau e Bacalhau se juntaram a Ivan Sader, que assumiu os vocais do projeto. Com o apoio de Roger, a partir desse projeto os demais músicos visaram apresentar as músicas do Ultraje a Rigor em todas as regiões do Brasil.
No dia 26 de agosto de 2023, a banda realizou seu último show ao vivo do ano, no Tokio Marine Hall, em São Paulo. O show marcou a última participação ao vivo do baixista Mingau. Na madrugada do dia 3 de setembro de 2023, o baixista Mingau foi baleado na cabeça quando entrou em uma comunidade dominada pelo tráfico de drogas na cidade de Paraty, Rio de Janeiro. Ele foi submetido a uma cirurgia intracraniana de emergência após ser transportado de helicóptero para São Paulo.
No dia 12 de setembro de 2023, a mídia divulgou que as gravações do The Noite retornariam com o músico Andria Busic substituindo Mingau no baixo da banda temporariamente. Busic já foi integrante da banda anteriormente e já havia substituído Mingau em 2016, quando este se ausentou do programa para se apresentar com Marky Ramone.

## Integrantes

### Formação atual
- Roger Moreira — voz principal e guitarra rítmica (1981–presente)
- Bacalhau — bateria e vocal de apoio (2002–presente)
- Marcos Kleine — guitarra solo e vocal de apoio (2009–presente)
- Andria Busic — baixo e vocal de apoio (2023–presente; músico de turnê/sessão 1989–1990, 2022 e 2023)

### Ex-integrantes
- Sílvio — baixo (1981)
- Edgard Scandurra — guitarra solo e vocal de apoio (1981–1984)
- Carlo Bartolini (Carlinhos) — guitarra solo e vocal de apoio (1984–1986)
- Leôspa — bateria e vocal de apoio (1981–1990)
- Maurício Defendi — baixo e vocal de apoio (1981–1990)
- Osvaldo Fagnani — baixo (1990); teclados, piano e vocal de apoio (músico de apoio 2005–2009)
- Sergio Luis Graciano Petroni (Serginho) — baixo e vocal de apoio (1990–1999)
- Flávio Soares Suete — bateria e vocal de apoio (1990–2002)
- Heraldo Paarmann — guitarra solo e vocal de apoio (1990–2002)
- Sérgio Henrique Figueiredo Serra (Sérgio Serra) — guitarra solo e vocal de apoio (1986–1990; 2002–2009)
- Mingau — baixo e vocal de apoio (1999–2023)

### Ex-integrantes de apoio
- Manito — saxofone, percussão, flauta e clarinete (2005–2011)
- Paulinho Campos — pandeirola e vocal de apoio (2005–2010)
- Ricardo Júnior — vocal de apoio, guitarra rítmica e pandeirola (2003–2014)

## Discografia

### Álbuns de estúdio
- (1985) Nós Vamos Invadir Sua Praia
- (1987) Sexo!!
- (1989) Crescendo
- (1990) Por que Ultraje a Rigor?
- (1993) Ó!
- (2002) Os Invisíveis
- (2012) O Embate do Século: Ultraje a Rigor vs. Raimundos
- (2015) Por que Ultraje a Rigor?, Vol. 2